# Gjovalin Gjadri
Gjovalin Gjadri, född 1899 i Shkodra i Albanien, död 1974, var en albansk ingenjör och brobyggare.
Han studerade vid universitetet i Wien i Österrike och vid universitetet i Moskva i Ryssland (1929-1932). Efter andra världskriget konstruerade han några av de viktigaste broarna i Albanien. 
Gjadri har hedrats genom att få sitt porträtt på ett frimärke med valören 50 lek